# Migliori prestazioni europee nel lancio del giavellotto
La lista delle migliori prestazioni europee nel lancio del giavellotto, aggiornata periodicamente dalla World Athletics, raccoglie i migliori risultati di tutti i tempi degli atleti europei nella specialità del lancio del giavellotto.

## Maschili

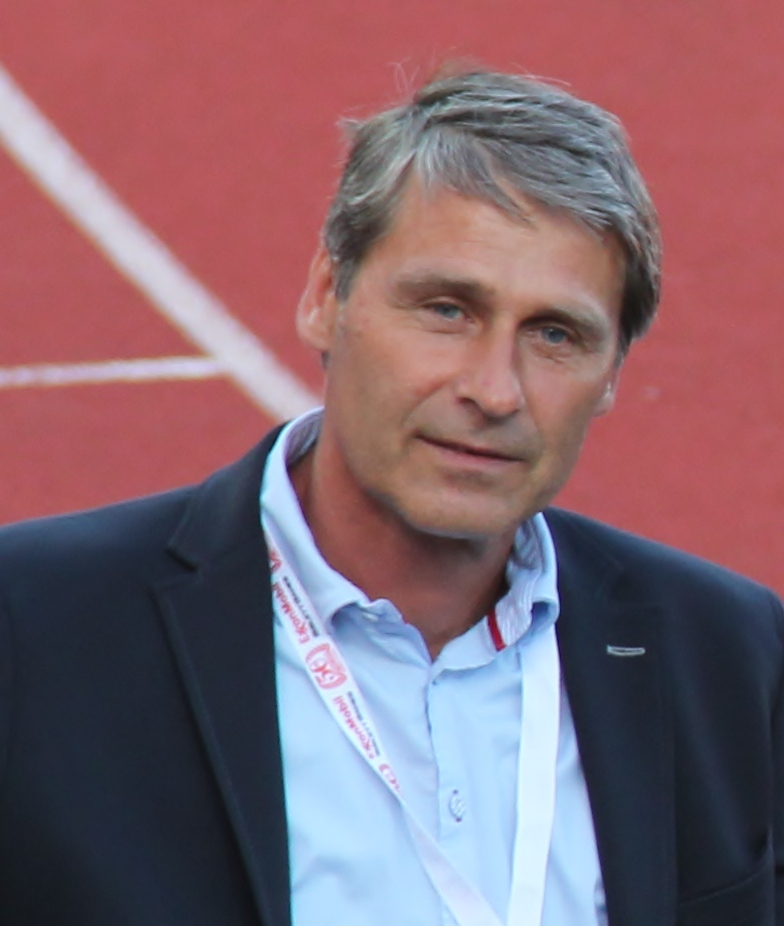
Jan Železný, detentore del record europeo e mondiale del lancio del giavellotto

Statistiche aggiornate al 10 giugno 2022.
|     | Misura  | Atleta                 | Luogo     | Data             |
| --- | ------- | ---------------------- | --------- | ---------------- |
| 1.  | 98,48 m | Jan Železný            | Jena      | 25 maggio 1996   |
| 2.  | 97,76 m | Johannes Vetter        | Chorzów   | 6 settembre 2020 |
| 3.  | 93,90 m | Thomas Röhler          | Doha      | 5 maggio 2017    |
| 4.  | 93,09 m | Aki Parviainen         | Kuortane  | 26 giugno 1999   |
| 5.  | 92,61 m | Sergej Makarov         | Sheffield | 30 giugno 2002   |
| 6.  | 92,60 m | Raymond Hecht          | Oslo      | 21 luglio 1995   |
| 7.  | 92,06 m | Andreas Hofmann        | Offenburg | 2 giugno 2018    |
| 8.  | 91,69 m | Konstadinos Gatsioudis | Kuortane  | 24 giugno 2000   |
| 9.  | 91,59 m | Andreas Thorkildsen    | Oslo      | 2 giugno 2006    |
| 10. | 91,53 m | Tero Pitkämäki         | Kuortane  | 26 giugno 2005   |

## Femminili

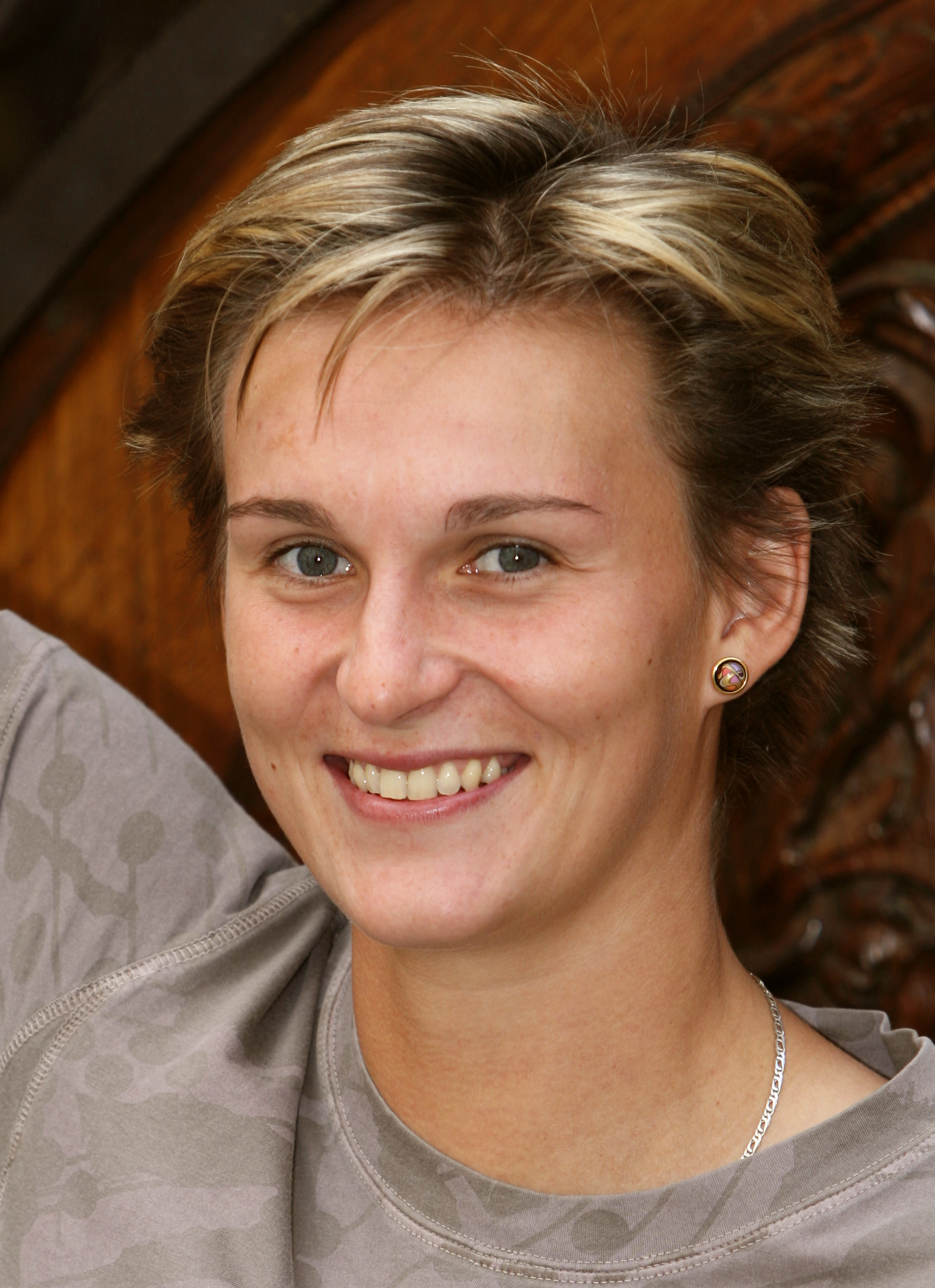
Barbora Špotáková, primatista europea e mondiale del lancio del giavellotto

Statistiche aggiornate al 10 giugno 2022.
|     | Misura  | Atleta              | Luogo             | Data              |
| --- | ------- | ------------------- | ----------------- | ----------------- |
| 1.  | 72,28 m | Barbora Špotáková   | Stoccarda         | 13 settembre 2008 |
| 2.  | 71,40 m | Maria Andrejczyk    | Spalato           | 9 maggio 2021     |
| 3.  | 70,53 m | Marija Abakumova    | Berlino           | 1º settembre 2013 |
| 4.  | 70,20 m | Christina Obergföll | Monaco di Baviera | 23 giugno 2007    |
| 5.  | 69,48 m | Trine Hattestad     | Oslo              | 28 luglio 2000    |
| 6.  | 69,19 m | Christin Hussong    | Chorzów           | 30 maggio 2021    |
| 7.  | 68,43 m | Sara Kolak          | Losanna           | 6 luglio 2017     |
| 8.  | 68,34 m | Steffi Nerius       | Elstal            | 31 agosto 2008    |
| 9.  | 67,69 m | Katharina Molitor   | Pechino           | 30 agosto 2015    |
| 10. | 67,51 m | Miréla Manjani      | Sydney            | 30 settembre 2000 |